# العلاقات البوسنية النرويجية
العلاقات البوسنية النرويجية هي العلاقات الثنائية التي تجمع بين البوسنة والهرسك والنرويج.

## مقارنة بين البلدين
هذه مقارنة عامة ومرجعية للدولتين:
| وجه المقارنة                                              | البوسنة والهرسك                                             | النرويج                                                   |
| --------------------------------------------------------- | ----------------------------------------------------------- | --------------------------------------------------------- |
| المساحة (كم2)                                             | 51.20 ألف                                                   | 385.21 ألف                                                |
| عدد السكان (نسمة)                                         | 3.51 مليون                                                  | 5.33 مليون                                                |
| الكثافة السكانية (ن./كم²)                                 | 68.55                                                       | 13.84                                                     |
| العاصمة                                                   | سراييفو                                                     | أوسلو                                                     |
| اللغة الرسمية                                             | اللغة البوسنوية، اللغة الكرواتية، اللغة الصربية             | بوكمول، لغات السامي، نينوشك، اللغة النرويجية              |
| العملة                                                    | مارك بوسني                                                  | كرونة نروجية                                              |
| الناتج المحلي الإجمالي (بليون دولار)                      | 18.17 مليار                                                 | 398.83 مليار                                              |
| الناتج المحلي الإجمالي (تعادل القوة الشرائية) بليون دولار | 41.35 مليار                                                 | 322.23 مليار                                              |
| الناتج المحلي الإجمالي الاسمي للفرد دولار أمريكي          | 4.25 ألف                                                    | 74.40 ألف                                                 |
| الناتج المحلي الإجمالي للفرد دولار أمريكي                 | 10.43 ألف                                                   | 65.61 ألف                                                 |
| مؤشر التنمية البشرية                                      | 0.733                                                       | 0.944                                                     |
| رمز المكالمات الدولي                                      | +387                                                        | +47                                                       |
| رمز الإنترنت                                              | .ba                                                         | .no                                                       |
| المنطقة الزمنية                                           | توقيت وسط أوروبا، ت ع م+01:00، ت ع م+02:00، أوروبا/سراييفو ‏ | ت ع م+01:00، ت ع م+02:00، توقيت وسط أوروبا، أوروبا/أوسلو ‏ |

## مدن متوأمة
في ما يلي قائمة باتفاقيات التوأمة بين مدن بوسنية ونرويجية:
- ترتبط موستار مع أوركدال باتفاقية توأمة منذ 1996.[17]

## منظمات دولية مشتركة
يشترك البلدان في عضوية مجموعة من المنظمات الدولية، منها:
| علم المنظمة | اسم المنظمة                               | تاريخ انضمام البوسنة والهرسك | تاريخ انضمام النرويج |
| ----------- | ----------------------------------------- | ---------------------------- | -------------------- |
|             | مؤسسة التنمية الدولية                     | 25 فبراير 1993               | 24 سبتمبر 1960       |
|             | يونسكو                                    | 2 يونيو 1993                 | 4 نوفمبر 1946        |
|             | وكالة ضمان الاستثمار متعدد الأطراف        | 19 مارس 1993                 | 9 أغسطس 1989         |
|             | مجلس أوروبا                               | 24 أبريل 2002                | 5 مايو 1949          |
|             | الأمم المتحدة                             | 22 مايو 1992                 | 27 نوفمبر 1945       |
|             | الاتحاد البريدي العالمي                   | ?                            | ?                    |
|             | البنك الدولي للإنشاء والتعمير             | 25 فبراير 1993               | 27 ديسمبر 1945       |
|             | اتفاقية السماوات المفتوحة                 | ?                            | ?                    |
|             | الاتحاد الدولي للاتصالات                  | 20 أكتوبر 1992               | 1866                 |
|             | منظمة حظر الأسلحة الكيميائية              | ?                            | ?                    |
|             | مؤسسة التمويل الدولية                     | 25 فبراير 1993               | 20 يوليو 1956        |
|             | المنظمة الأوروبية لسلامة الملاحة الجوية   | 2004                         | 1994                 |
|             | المركز الدولي لتسوية المنازعات الاستشارية | 13 يونيو 1997                | 15 سبتمبر 1967       |
|             | منظمة الشرطة الجنائية الدولية             | ?                            | ?                    |
|             | منظمة الأمن والتعاون في أوروبا            | 30 أبريل 1992                | 25 يونيو 1973        |

## وصلات خارجية
- موقع وزارة الخارجية البوسنية
- موقع وزارة الخارجية النرويجية